# Peddapalli (Distrikt)
Der Distrikt Peddapalli (Telugu పెద్దపల్లి జిల్లా, Urdu پداپلی ضلع) ist ein Verwaltungsdistrikt im südindischen Bundesstaat Telangana. Verwaltungssitz ist die namensgebende Stadt Peddapalli.

## Geographie

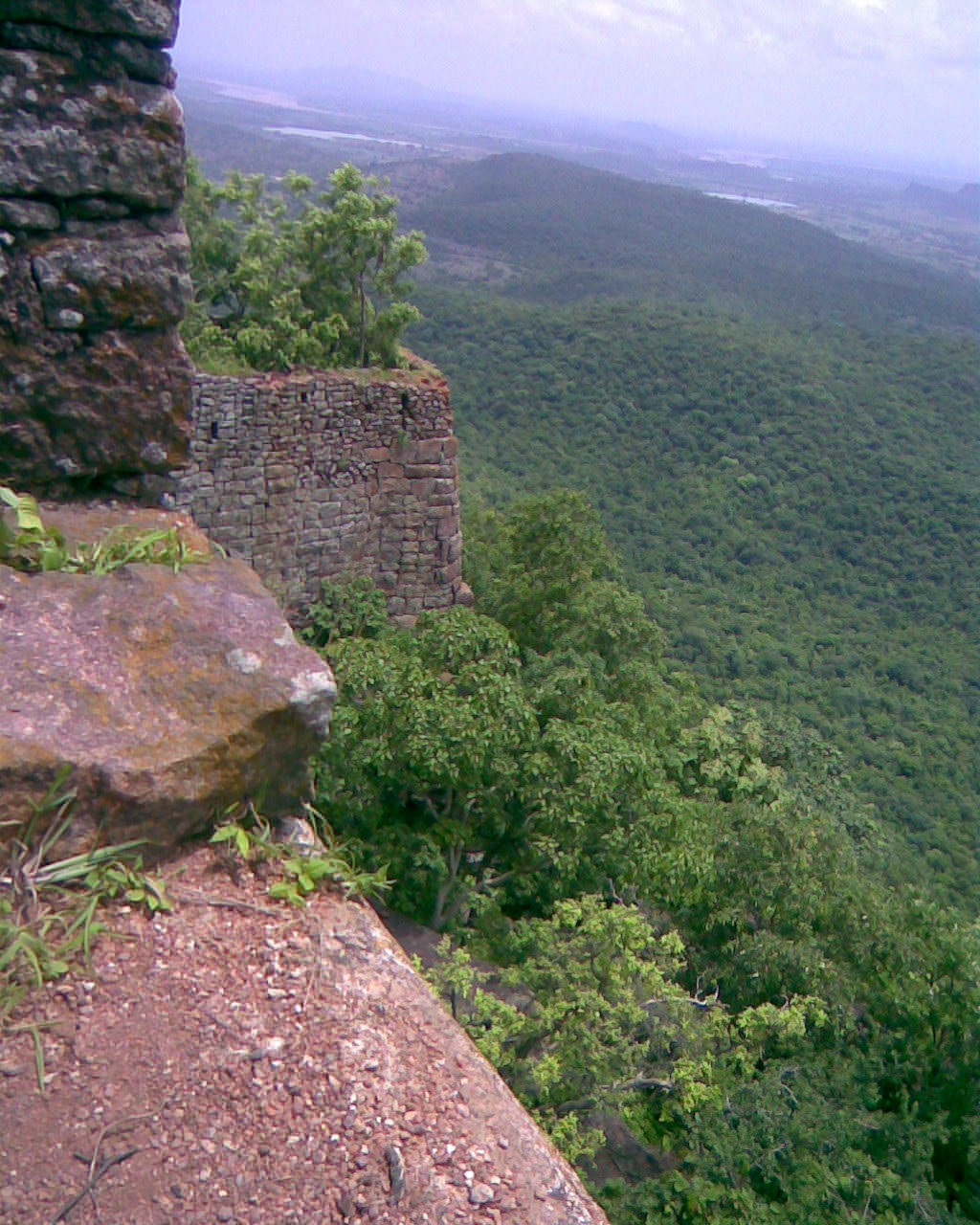
Blick vom Ramagiri Fort in das umliegende bewaldete Bergland der Ramagiri-Berge

Der Distrikt liegt in der Hochebene des Dekkan nordöstlich-zentral in Telangana. Die angrenzenden Distrikte in Telangana sind Kamareddy im Westen, Siddipet im Süden, Karimnagar im Osten sowie Jagtial und Nizamabad im Norden und Nordwesten. Die beiden größten Flüsse sind der Godavari, der den größten Teil der Nordgrenze bildet, und der Maner, ein Zufluss des Godavari, der die südliche Distriktgrenze markiert.

## Geschichte
Historisch gehörte die Region Telangana zum Staat Hyderabad, der 1726 aus Teilen des Mogulreichs entstanden war. 1948 wurde Hyderabad in das unabhängig gewordene Indien eingegliedert. Mit dem States Reorganisation Act von 1956 wurde der Bundesstaat Hyderabad aufgelöst und die Region Telangana an Andhra Pradesh angegliedert. 2014 wurde Telangana ein eigener Bundesstaat. Nachdem die alte Distrikteinteilung zunächst beibehalten worden war, erfolgte am 11. Oktober 2016 eine Neueinteilung, bei der unter anderen der Distrikt Peddapalli aus Teilen des Distrikts Karimnagar neu gebildet wurde.

## Demografie
Bei der Volkszählung 2011 hatte der spätere Distrikt 795.332 Einwohner. Die Bevölkerungsdichte lag mit 356 Einwohnern pro km² über dem Durchschnitt Telanganas (312 Einwohner/km²). Das Geschlechterverhältnis wies mit 399.325 Männern auf 396.007 Frauen einen leichten Männerüberschuss auf. Die Alphabetisierungsrate lag mit 65,52 % (Männer 73,68 %, Frauen 57,36 %) etwa im Durchschnitt Telanganas (66,54 %) aber unter dem Indiens (74,04 %). Der Urbanisierungsgrad entsprach mit 38,22 % ziemlich genau dem Durchschnitt des Bundesstaats (38,88 %). 154.855 Personen (19,47 %) gehörten nach dem Zensus 2011 zu den Scheduled Castes (den unterprivilegierten registrierten Kasten). Die Zahl bzw. der Anteil der Angehörigen der Scheduled Tribes (der registrierten indigenen Stammesbevölkerung, Adivasi) war mit 14.945 (1,88 %) gering.

## Wirtschaft

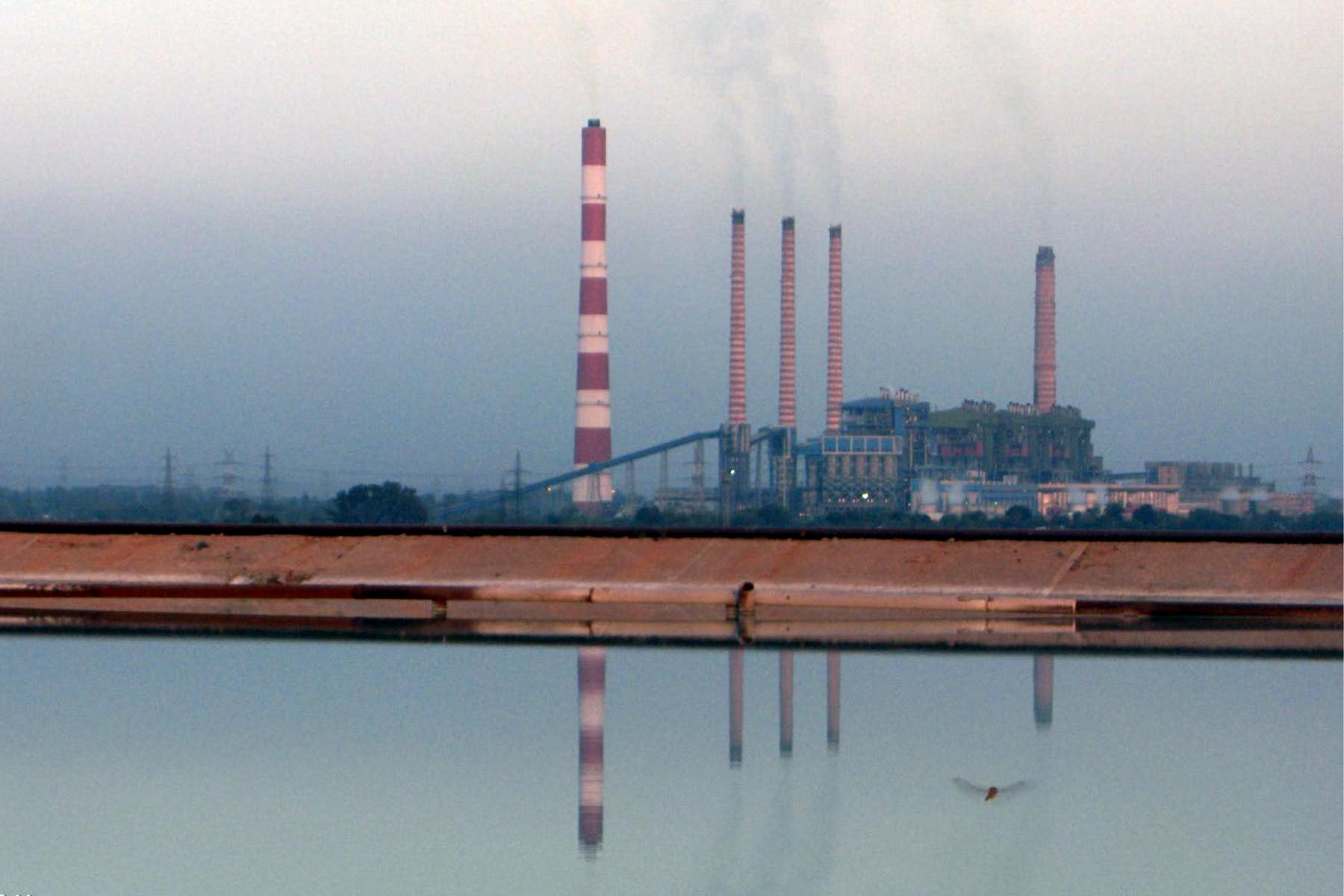
Kraftwerk Ramagundam

Die Landwirtschaft bildet die wirtschaftliche Basis. Nach dem Zensus 2011 waren von 345.214 erwerbstätigen Personen 46.115 (13,36 %) als Bauern (cultivators) und 159.967 (46,34 %) als Landarbeiter (agricultural labourers) tätig. Es dominierten Klein- und Kleinstbetriebe. Von den 128.421 Landbesitzern (Stand etwa 2016) besaßen 88.992 nur maximal einen Hektar Land und 27.047 zwischen einem und zwei Hektar. Ein großer Teil des Ackerlandes wurde in Bewässerungsfeldwirtschaft genutzt. Hauptsächlich angebaut wurden Reis (65705 ha), Baumwolle (38398 ha) und Mais (196060 ha). An Nutztieren wurden vor allem Schafe und zu einem geringeren Teil Rinder, Büffel und Ziegen gehalten.
Im Distrikt befindet sich das thermische Kraftwerk Ramagundam der National Thermal Power Corporation (NTPC), eines der größten thermischen Kraftwerke Indiens.

## Besonderheiten
Als örtliche Sehenswürdigkeit gelten die Sabitham-Wasserfälle im gleichnamigen Dorf, etwa 15 Kilometer von der Distrikthauptstadt Peddapalli. In den Dörfern Dhulikatta und Vadkapur finden sich Überreste einer buddhistischen Stupa aus dem 2. Jahrhundert v. Chr. Nahe dem Dorf Begumpet im Mandal Kamanpur befindet sich auf einem bewaldeten Hügel das Ramagiri Fort, eine Befestigungsanlage, deren Ursprünge auf das 12. Jahrhundert zurückgehen.